# Syrische Baruch-Apokalypse
Die syrische Baruch-Apokalypse (auch: 2. Baruch, abgekürzt: 2Bar oder syrBar) gehört zu den so genannten Pseudepigraphien des Alten Testaments. Es handelt sich um eine jüdische Schrift, die vermutlich im späten 1. Jahrhundert n. Chr. oder frühen 2. Jahrhundert n. Chr. entstand, offenbar zwischen der Zerstörung des Jerusalemer Tempels im Jahr 70 n. Chr. und dem Bar-Kochba-Aufstand 132–135 n. Chr.
Die Schrift wird der biblischen Person Baruch zugeschrieben, ist aber sicher nicht von ihm verfasst. Das Buch wird heute weder zum jüdischen noch zum christlichen Bibelkanon gezählt, ist aber in einigen Versionen der syrischen Bibel (der Peschitta) enthalten.

## Textüberlieferung
Die Existenz des Buches war nach einem lateinischen Zitat beim Kirchenvater Cyprian von Karthago bekannt, sowie in Auszügen aus mittelalterlichen Lektionaren der syrisch-orthodoxen Kirche. Eine komplette Fassung auf syrisch wurde 1866 in der Biblioteca Ambrosiana in Mailand entdeckt, sowie eine arabische Übersetzung im Jahre 1974, die vom syrischen Text abhängig ist. Des Weiteren sind griechische Fragmente unter den Oxyrhynchus-Papyri gefunden worden.

## Inhalt
Das Buch gliedert sich in 87 Kapitel und zwei Teile: Kapitel 1–77 enthalten die eigentliche Apokalypse, Kapitel 78–87 den Brief des Baruch an die 9 1/2 Stämme.
Die Apokalypse schildert, als Vision des Baruch, die Zerstörung Jerusalems durch Nebukadnezar II. im Jahre 586 v. Chr., (was offenbar eine Reaktion auf die Zerstörung des Tempels im Jahre 70 n. Chr. darstellt). Baruch lernt, dass der irdische Tempel zwar zerstört ist, der ewige Kult Gottes aber im Himmel durch die Engel weitergeführt wird, so dass der Tempel nicht wieder aufgebaut werden muss. Letztendlich handelt es sich also um eine Trostschrift für die ihres Heiligtums verlustig gegangene jüdische Glaubensgemeinschaft.
- Kapitel 1–5: Gott eröffnet Baruch, dass die Zerstörung Jerusalems bevorsteht, und fordert ihn auf, die Stadt mit den übriggebliebenen Frommen zu verlassen. Baruch versteht nicht, wie die Bundeszusagen Gottes (an Mose und an David) weiter gelten können, wenn Stadt und Tempel untergehen. Gott erklärt, dass die irdischen Gebäude nicht die wahren sind und dass Israels Verwerfung nicht ewig andauern wird. Baruch, Jeremia und die Frommen verlassen Jerusalem und klagen und fasten.

- Kapitel 6–8: Die Chaldäer schließen die Stadt ein. Baruch wird in einer Vision auf die Stadtmauer geführt und sieht vier Engel, die Fackeln auf die Stadt werfen, während ein fünfter Engel die heiligen Tempelgeräte zu Boden wirft. Die Erde tut sich auf und verschlingt die Geräte bis zum Ende der Tage.

- Kapitel 9–12: Sieben Tage nach der Eroberung Jerusalems hat Baruch eine weitere Vision: Ihm wird offenbart, dass Jeremia mit den Gefangenen nach Babylon gehen soll, während er in der zerstörten Stadt bleiben soll, wo er weitere Offenbarungen über die Zukunft erhalten wird.

- Kapitel 13–20: Baruch fastet sieben Tage und hat eine weitere Vision über die zukünftige Bestrafung der Heiden und der Gottlosen. Er klagt Gott das Schicksal der Menschen, aber Gott antwortet, dass die Menschen im Gesetz (des Mose) eine Richtschnur für ihr Leben hätten.

- Kapitel 21–30: Nach einem weiteren siebentägigen Fasten sieht Baruch den offenen Himmel. Er wird wegen seiner Zweifel ermahnt und dann erfährt er, dass nach Adams Fall die Zahl aller Menschen vorherbestimmt ist, so dass das Ende dann kommen wird, wenn ihre Zahl erfüllt ist. Baruch fragt, wann das sein wird, und erhält als Antwort eine Erklärung der zwölf Zeitalter, die mit der Zeit des Messias und der Auferstehung der Toten enden werden.

- Kapitel 31–34: Baruch versammelt die Ältesten des Volkes und eröffnet ihnen, dass Zion zwar wieder aufgebaut, aber erneut zerstört werden wird, Erst danach wird es für alle Ewigkeit wieder erstehen.

- Kapitel 35–40: Baruch hat eine weitere Vision, als er klagend in den Ruinen des Tempels sitzt. In ihr sehe er, wie der Messias das vierte Großreich der Menschen (wahrscheinlich das Römische Imperium) überwindet.

- Kapitel 41–46: Baruch erhält Offenbarungen über das Schicksal der Konvertiten und Apostaten. Er soll das Volk warnen und sich auf weitere Visionen vorbereiten. Er sieht seinen eigenen Tod voraus.

- Kapitel 47–52: Dies ist der zentrale Teil des Buches. Er beginnt mit einem großen Gebet Baruchs angesichts der Majestät Gottes. Gott eröffnet ihm die Bedrückungen der Menschheit während der letzten Tage, die Auferstehung und das endgültige Schicksal der Gerechten sowie das der Gottlosen. So erkennt Baruch, dass man wegen der Toten nicht trauern muss.

- Kapitel 53–74: Der Engel Ramiel bringt Baruch eine weitere Vision mit den sechs dunklen (bösen) und den sechs hellen (guten) Zeitaltern der Menschheit. Danach kommt eine große Dunkelheit, die Zeit nach der Zerstörung des Zweiten Tempels, die durch die Ankunft des Messias erhellt wird.

- Kapitel 75–77: Baruch dankt Gott dafür, dass er diese Geheimnisse sehen durfte. Gott beauftragt Baruch, das Volk zu warnen und sich selbst auf seine Himmelfahrt vorzubereiten. Baruch schreibt zwei Briefe: Den an die 9 1/2 Stämme und den an die 2 1/2 im Exil (der im Buch Baruch überliefert ist).

- Kapitel 78–87: Der Brief des Baruch an die 9 1/2 Stämme. Baruch ermahnt das Volk, an die verheißene Zukunft und die Ankunft des Messias trotz der gegenwärtigen Leiden zu glauben.

## Verwandte Literatur
Einige Traditionen, die im 2. Baruch verwendet werden, findet man auch in anderen Schriften, beispielsweise im Liber Antiquitatum Biblicarum des Pseudo-Philo, in den Paralipomena Jeremiae (4. Baruch), in der Apokalypse Abrahams und in der Apokalypse des Mose. Darüber hinaus sind 2. Baruch und das 4. Buch Esra miteinander verwandt.